# Valeriana tuberifera
Valeriana tuberifera är en kaprifolväxtart som beskrevs av Karl Otto Robert Peter Paul Graebner. Valeriana tuberifera ingår i släktet vänderötter, och familjen kaprifolväxter. Inga underarter finns listade i Catalogue of Life.